# Erdélyi Artúr
Erdélyi Artúr (Arthur Erdélyi) (Budapest, 1908. október 2. – Edinburgh, Skócia, 1977. december 12.) magyar születésű angol matematikus.

## Életpálya
Középiskolás korában eredményes megoldója volt a KöMaL feladatainak. A numerus clausus miatt nem vették fel az egyetemre. Csehszlovákiában folytatta tanulmányait. Brnóban elektromérnöknek tanult, de hamarosan átment a matematika szakra. Tanulmányait a prágai egyetemen folytatta, ahol 1938-ban doktori fokozatot szerzett. A német megszállás után ösztöndíjjal Edinburghba ment, az egyetem oktatója lett. 1940-ben újból doktorált. 1947 és 1964 között a Caltech professzora volt az USA-ban, majd visszatért Edinburghba.

## Kutatási területei
A speciális függvények, különösen a hipergeometrikus függvények, az ortogonális polinomok és a Lamé-függvények vezető kutatója volt. Az aszimptotikus sorfejtések és szinguláris parciális differenciálegyenletek témakörét szintén vizsgálta.

## Munkássága
Wilhelm Magnussal, Fritz Oberhettingerrel és Francesco Giacomo Tricomival együtt – az úgynevezett Bateman-projekt keretében – írt könyve a transzcendentális függvényekről ma is alapműnek számít.

### Könyvei
- Erdélyi, Arthur; Magnus, Wilhelm; Oberhettinger, Fritz; Tricomi, Francesco G.:Higher transcendental functions. Vols. I, II. Based, in part, on notes left by Harry Bateman. McGraw-Hill Book Company, Inc., New York-Toronto-London, 1953. xxvi+302, xvii+396 pp.
- Erdélyi, Arthur; Magnus, Wilhelm; Oberhettinger, Fritz; Tricomi, Francesco G.: Higher transcendental functions. Vol. III. Based, in part, on notes left by Harry Bateman. McGraw-Hill Book Company, Inc., New York-Toronto-London, 1955. xvii+292 pp.
- Erdélyi, A.; Magnus, W.; Oberhettinger, F.; Tricomi, F. G.: Tables of integral transforms. Vol. I. Based, in part, on notes left by Harry Bateman. McGraw-Hill Book Company, Inc., New York-Toronto-London, 1954. xx+391 pp.
- Erdélyi, A.; Magnus, W.; Oberhettinger, F.; Tricomi, F. G.: Tables of integral transforms. Vol. II. Based, in part, on notes left by Harry Bateman. McGraw-Hill Book Company, Inc., New York-Toronto-London, 1954. xvi+451 pp.
- Erdélyi, Arthur: Operational calculus and generalized functions. Holt, Rinehart and Winston, New York 1962 viii+103 pp.
- Erdélyi, A.: Lectures on Mikusiński's theory of operational calculus and generalized functions. California Institute of Technology, Pasadena, Calif. 1959 iii+137 pp. (mimeographed).
- Erdélyi, A.: Asymptotic expansions. Dover Publications, Inc., New York, 1956. vi+108 pp.
- Erdélyi, Arthur; Magnus, Wilhelm; Oberhettinger, Fritz; Tricomi, Francesco G.: Higher transcendental functions. Vol. III. Based on notes left by Harry Bateman. Reprint of the 1955 original. Robert E. Krieger Publishing Co., Inc., Melbourne, Fla., 1981. xvii+292 pp. ISBN 089874069X
- Erdélyi, Arthur; Magnus, Wilhelm; Oberhettinger, Fritz; Tricomi, Francesco G.: Higher transcendental functions. Vol. II. Based on notes left by Harry Bateman. Reprint of the 1953 original. Robert E. Krieger Publishing Co., Inc., Melbourne, Fla., 1981. xviii+396 pp. ISBN 089874069X
- Erdélyi, Arthur; Magnus, Wilhelm; Oberhettinger, Fritz; Tricomi, Francesco G.: Higher transcendental functions. Vol. I. Based on notes left by Harry Bateman. With a preface by Mina Rees. With a foreword by E. C. Watson. Reprint of the 1953 original. Robert E. Krieger Publishing Co., Inc., Melbourne, Fla., 1981. xiii+302 pp. ISBN 089874069X